# Assyni
Der Assyni (russisch Ассыни) ist der 110 km lange rechte Quellfluss des Tugur in der Region Chabarowsk im Fernen Osten Russland.

## Flusslauf
Der Assyni verläuft im Rajon Tuguro-Tschumikanski. Der Assyni entspringt auf einer Höhe von etwa 1100 m an der Ostflanke des Jam-Alin. Der Assyni fließt anfangs in nordöstlicher Richtung durch das Gebirge. Anschließend wendet er sich in Richtung Ostsüdost. Bei Flusskilometer 24 trifft der bedeutendste Nebenfluss des Assyni, der Otun, von Südwesten kommend auf den Fluss. Dieser vereinigt sich schließlich nahe dem Wohnplatz Burukan mit dem von Norden kommenden Konin zum Tugur. Das Einzugsgebiet des Assyni umfasst eine Fläche von 2510 km². 